# Достоевская, Анна Григорьевна
А́нна Григо́рьевна Достое́вская (урождённая Сниткина; 30 августа [11 сентября] 1846, Санкт-Петербург, Российская империя — 9 июня 1918, Ялта, Таврическая губерния, РСФСР) — вторая жена Ф. М. Достоевского (с 1867 года), мать его детей. Известна как издательница и публикатор творческого наследия своего мужа, библиограф и автор ценных воспоминаний, а также как одна из первых филателисток России.

## Биография
Родилась в Санкт-Петербурге, в семье мелкого чиновника Григория Ивановича Сниткина (1799—1866) и его супруги Анны Николаевны, урождённой Марии Анны Мальтопеус (Милтопеус; Miltopaeus) (1812—1893), уроженки города Турку в Финляндии. По отцу имела украинское происхождение. Его предки происходили из казаков и владели поместьем в Полтавской губернии, которое он продал и переселился в Санкт-Петербург. Тогда же сменил фамилию со Снитко на Сниткин.
С детства зачитывалась произведениями Достоевского. Слушательница стенографических курсов. С 4 октября 1866 года в качестве стенографистки-переписчицы участвовала в подготовке к печати романа «Игрок» Ф. М. Достоевского. Достоевский никогда до этого не диктовал свои произведения, а писал их сам. Такой метод работы был ему непривычен, но по совету приятеля А. П. Милюкова он вынужден был прибегнуть к новому способу письма, чтобы окончить роман в срок и выполнить договорные обязательства перед издателем Ф. Т. Стелловским. Работа стенографистки превзошла все его ожидания. 15 февраля 1867 года Анна Григорьевна стала женой писателя, а через два месяца Достоевские уехали за границу, где оставались на протяжении более четырёх лет (до июля 1871 года). Чтобы помочь мужу расплатиться с долгами и избежать описи имущества, а также собрать достаточно денег для поездки за границу, Достоевская заложила всё своё приданое, которое они впоследствии так и не смогли выкупить обратно.
По пути в Германию супруги остановились на несколько дней в Вильне. На здании, расположенном на том месте, где находилась гостиница, в которой останавливались Достоевские, в декабре 2006 года была открыта мемориальная доска (скульптор Ромуальдас Квинтас). Об этой знаменитой поездке написан роман «Лето в Бадене» (1981), где Анна Григорьевна выступает главным действующим лицом.
Направившись на юг, в Швейцарию, Достоевские заехали в Баден, где сперва Фёдор Михайлович выиграл на рулетке 4000 франков, но не мог остановиться и проиграл всё, что с ним было, не исключая своего платья и вещей жены. Почти год они жили в Женеве, где писатель отчаянно работал, и иногда нуждались в самом необходимом. В 1868 году у них родилась первая дочь Софья, которая умерла в возрасте трёх месяцев. В 1869 году в Дрездене у Достоевских родилась дочь Любовь.
В 1871 году Достоевский навсегда бросил рулетку. По возвращении супругов в Петербург в 1871 году у них родился сын Фёдор. Начался самый светлый период в жизни романиста в горячо любимой семье, с доброй и умной женой, которая взяла в свои руки все экономические вопросы его деятельности (денежные и издательские дела) и скоро освободила мужа от долгов. Достоевская обустроила жизнь писателя и вела дела с издателями и типографиями, сама издавала его сочинения. В 1875 году родился сын Алексей, ушедший из жизни в 1878 году. Писатель посвятил супруге свой последний роман «Братья Карамазовы» (1879—1880).
В год смерти Достоевского в 1881 году Анне Григорьевне исполнилось 35 лет. Вторично замуж не выходила. После смерти писателя собирала его рукописи, письма, документы, книги, личные вещи, мебель и фотографии. В 1889 году собрание из более 1000 наименований было помещено в хранилище «Музей памяти Ф. М. Достоевского» в Историческом музее в Москве. К тому времени в России существовали только Пушкинский и Лермонтовский литературные музеи, организованные в Санкт-Петербурге в 1879 и 1883 году соответственно. Передача материалов в полную собственность Исторического музея произошла в 1906 г. К тому моменту коллекция, состоящая более чем из 4000 предметов, тщательным образом была описана Анной Григорьевной. За проделанную работу Совет Музея избрал Анну Достоевскую в Почётные Члены Музея.
Достоевская составила и издала в 1906 году «Библиографический указатель сочинений и произведений искусств, относящихся к жизни и деятельности Ф. М. Достоевского» и каталог «Музей памяти Ф. М. Достоевского в императорском Российском историческом музее имени Александра III в Москве, 1846—1903». Её книги «Дневник А. Г. Достоевской 1867 год» (опубликован в 1923 году) и «Воспоминания А. Г. Достоевской» (опубликованы в 1925 году) являются важным источником для биографии писателя.
Зимой 1917—1918 года жила в лечебном корпусе Сестрорецкого курорта, работая над рукописями. По воспоминаниям Л. П. Гроссмана, встречавшимся с ней в это время, она чувствовала себя человеком 1870-х годов, при этом ей хотелось сделать ещё столько, что хватило бы лет на 20. Умерла Достоевская в Ялте в голодном военном 1918 году от малярии. Через 50 лет, усилиями её внука, Ф. Ф. Достоевского, в 1968 году её прах с Аутского кладбища, согласно завещанию, был перенесён в Александро-Невскую лавру и захоронен рядом с могилой мужа.

## Дети
- Софья Фёдоровна (22 февраля 1868 — 12 мая 1868),
- Любовь Фёдоровна (26 сентября 1869 — 10 ноября 1926),
- Фёдор Фёдорович (16 июля 1871 — 4 января 1922),
- Алексей Фёдорович (10 августа 1875 — 16 мая 1878).

## Достоевская и книгоиздательство

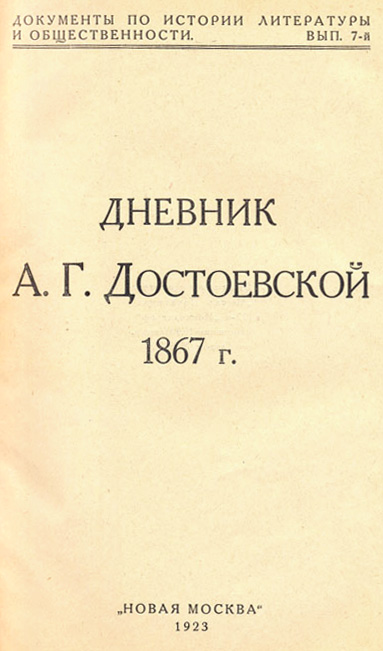
Обложка книги «Дневник А. Г. Достоевской 1867 г.» (1923)

Достоевская весьма успешно занималась изданием и распространением книг мужа, став одной из первых российских женщин своего времени в сфере предпринимательства. При этом она провела исследование рынка и вникала в детали книгоиздательства и книжной торговли.
Достоевская издала семь полных собраний сочинений Ф. М. Достоевского. Правнук писателя Дмитрий Андреевич Достоевский (род. 1945) писал: «Благодаря всё возрастающему интересу к Достоевскому и умелому ведению подписки, все издания быстро и полностью расходились». В 1911 году из-за резкого ухудшения здоровья и решения заняться воспоминаниями о писателе Анна Григорьевна продала права на издание сочинений Ф. М. Достоевского издательству «Товарищество издательского и печатного дела А. Ф. Маркс», оставив за собой авторские права и распространение книг.
В бурные революционные годы многие рукописи и документы писателя были утеряны. Судьба белового и чернового вариантов рукописей романа «Братьев Карамазовых», завещанных Достоевской обоим внукам, после 1917 года до сих пор неизвестна. В 1929 году материалы коллекции «Музея памяти Ф. М. Достоевского» перешли в музей-квартиру Ф. М. Достоевского в Москве.

## Достоевская и филателия
Является одной из первых известных женщин России, увлекавшихся филателией. Начало её коллекции было положено в 1867 году, в Дрездене. Поводом для этого послужил спор между Анной Григорьевной и Фёдором Михайловичем о женском характере. Писатель однажды во время прогулки высказал сомнение в способности женщины к долгому и упорному напряжению сил для достижения цели:
Очень меня возмущало в моём муже то, что он отвергал в женщинах моего поколения какую-либо выдержку характера, какое-нибудь упорное и продолжительное стремление к достижению намеченной цели. <…>
Этот спор меня почему-то раззадорил, и я объявила мужу, что на своём личном примере докажу ему, что женщина годами может преследовать привлекшую её внимание идею. А так как в настоящую минуту <…> никакой большой задачи я пред собой не вижу, то начну хоть с занятия, только что тобою указанного, и с сегодняшнего дня стану собирать марки.

Сказано — сделано. Я затащила Фёдора Михайловича в первый попавшийся магазин письменных принадлежностей и купила («на свои деньги») дешёвенький альбом для наклеивания марок. Дома я тотчас слепила марки с полученных трёх-четырех писем из России и тем положила начало коллекции. Наша хозяйка, узнав о моем намерении, порылась между письмами и дала мне несколько старинных Турн-Таксис и Саксонского Королевства. Так началось мое собирание почтовых марок, и оно продолжается уже сорок девять лет… От времени до времени я хвалилась перед мужем количеством прибавлявшихся марок, и он иногда посмеивался над этой моей слабостью.  (Из книги «Воспоминания А. Г. Достоевской».)
Свою коллекцию почтовых марок Достоевская пополняла всю жизнь. Как она отмечала в своих «Воспоминаниях», она не купила ни одной марки за деньги, а лишь использовала те, что были сняты ею с писем или подарены. Дальнейшая судьба этой коллекции неизвестна.

## Сочинения
- Достоевский Ф. М. — Достоевская А. Г. Переписка. — М.: Наука, 1979. — 482 с. (Литературные памятники).
- Достоевская А. Г. Библиографический указатель сочинений и произведений искусства, относящихся к жизни и деятельности Ф. М. Достоевского, собранных в Музее памяти Ф. М. Достоевского в Московском Историческом музее. — СПб., 1906. — 392 с.
- Достоевская А. Г. Воспоминания / Вступ. статья, подгот. текста и примеч. С. В. Белова и В. А. Туниманова. — М.: Правда, 1987. — 544 с., 500 000 экз.
- Достоевская А. Г. Дневник 1867 года / Изд. подг. С. В. Житомирская. — М.: Наука, 1993. — 454 с. — (Литературные памятники).
- Достоевская А. Г. Воспоминания / Сост., статья, комментарии: Б. Н. Тихомиров, И. С. Ярышева. — СПб.: Азбука, 2011. — 480 с.
- Достоевская А. Г. Воспоминания. 1846—1917 / Вступит. статья, подгот. текста, примеч. И. С. Андриановой и Б. Н. Тихомирова. — М.: ООО «Бослен», 2015. — 768 с. (Первое полное издание воспоминаний жены Достоевского).

## Фильмы
- 1980 — советский художественный фильм «Двадцать шесть дней из жизни Достоевского». Режиссёр-постановщик — Александр Зархи. В роли А. Г. Достоевской — Евгения Симонова.
- 2008 — итальянский художественный фильм режиссёра Джулиано Монтальдо «Демоны Санкт Петербурга». В роли — Каролина Кресчентини.
- 2010 — Три женщины Достоевского — фильм Евгения Ташкова. В роли Марина Аксенова
- 2010 — документально-постановочный фильм «Анна Достоевская. Письмо мужу». Режиссёр-постановщик — Игорь Нурисламов. В роли А. Г. Достоевской — Ольга Кирсанова-Миропольская. Производство продюсерского центра «АТК-Студио»[20].
- 2011 — российский телесериал «Достоевский». Режиссёр-постановщик — Владимир Хотиненко. В роли А. Г. Достоевской — Алла Юганова.